# روبرتو کورتلینی
روبرتو کورتلینی (انگلیسی: Roberto Cortellini؛ زادهٔ ۱۹ فوریهٔ ۱۹۸۲) بازیکن فوتبال اهل ایتالیا است.
از باشگاه‌هایی که در آن بازی کرده‌است می‌توان به باشگاه فوتبال مودنا، باشگاه فوتبال برشا، باشگاه فوتبال آ. ث. لومتزانه، باشگاه فوتبال چزنا، و باشگاه فوتبال اسپال اشاره کرد.